# Attacobius tucurui
Attacobius tucurui là một loài nhện trong họ Corinnidae.
Loài này thuộc chi Attacobius. Attacobius tucurui được miêu tả năm 2005 bởi Bonaldo & Antonio D. Brescovit.